# Gianico
Gianico är en ort och kommun i provinsen Brescia i regionen Lombardiet i Italien. Kommunen hade 2 132 invånare (2018).